# اما (ایندیانا)
اما (به انگلیسی: Emma) یک منطقهٔ مسکونی در ایالات متحده آمریکا است که در شهرستان لاگرانژ، ایندیانا واقع شده‌است. اما ۲۷۱٫۸۸ متر بالاتر از سطح دریا واقع شده‌است.